# Stadtverkehr Detmold

Historisches Logo Stadtverkehr Detmold

Die Stadtverkehr Detmold GmbH (SVD) ist eine Nahverkehrsgesellschaft in der nordrhein-westfälischen Kreisstadt Detmold. Die SVD ist 100%ige Tochter der Detmolder Gesellschaft für Beteiligungsmanagement und Controlling mbH (DetCon), die wiederum 100%ige Tochter der Stadt Detmold ist.
Die SVD ist eine Verkehrsmanagementgesellschaft, zuständig für das Parken in Detmold und den Stadtverkehr Detmold.
Mit der Ausführung des Stadtverkehrs in Detmold ist seit 28. August 2019 die Busverkehr Ostwestfalen GmbH in Kooperation mit der Karl Köhne Omnibusbetriebe GmbH beauftragt.
Der Stadtverkehr bedient mit seinen Linien 232 Haltestellen im Stadtgebiet Detmold und im angrenzenden Hörste (Stadt Lage).

## Geschichte und Unternehmensstruktur
Die Gründung der SVD erfolgte im Jahre 1993 als Gemeinschaftsunternehmen der Energie und Verkehr Detmold (EVD) (heute Detmolder Gesellschaft für Beteiligungsmanagement und Controlling (DetCon)) der städtischen Beteiligungsgesellschaft und der Busverkehr Ostwestfalen GmbH (BVO). Damals hatte die Stadt Detmold sich zum Ziel gesetzt, ein neues innerstädtisches Verkehrsnetz zu entwickeln. Am 29. Mai 1994 wurde als erste Linie eines neuen Stadtbus System die Linie 701 zwischen Berlebeck und Pivitsheide mit Midibussen in Betrieb genommenen.
Das erste Motto, mit dem das Nahverkehrsunternehmen Fahrgäste anwerben wollte, war „nicht staunen – mitfahren“, womit auch auf die klimatisierten und damals neuartigen Niederflurbusse angespielt wurde. Das Motto danach lautete „Einfach mitfahren“. Das aktuelle Motto lautet „Meine Stadt. Mein Stadtbus“.
Da die Fahrgastzahlen in kurzer Zeit stark anstiegen, entschied man sich bereits ab 1995 das Angebot „Detmolder Stadtbus“ auf weitere innerstädtische Strecken auszudehnen. Heute besteht ein Stadtbussystem mit neun Linien. Neben der Verwaltung der Detmolder Linienbusse wurden der SVD weitere Aufgaben zugewiesen. Die in der Detmolder Innenstadt eingeführte Parkraumbewirtschaftung wird durch das Unternehmen organisiert. Ziel ist es, unter anderem durch Parkgebühren eine ausreichende Zahl Parkplätze zur Verfügung zu stellen. Die städtischen Parkhäuser Am Klinikum, Am Finanzamt, Lustgarten und Paulinenstraße sind von der SVD angepachtet und werden von ihr bewirtschaftet. Die SVD bietet Kunden an, mit sogenannten „Bonuskarten“ 15%–20% günstiger zu parken, diese fungieren dann auch gleichzeitig als Guthabenkarten für die Parkautomaten.
Die SVD befördert heute mehr als 5,5 Millionen Fahrgäste pro Jahr. Rund 6000 Detmolder besitzen Zeitkarten, rechnerisch gesehen ist damit jeder neunte Detmolder Inhaber einer Zeitkarte.
Die Stadtbusse wurden seit Beginn in einem einheitlichen Design gestaltet, so dass ein großer Wiedererkennungswert vorliegt. Im April 2007 erfolgte eine Neugestaltung der Busse, sie erhielten nun auffällig gelbe Streifen an der Front und an den Seiten.
Die Stadtverkehrsgesellschaft hatte das Stadtbusnetz 2011 europaweit ausgeschrieben. Als Ergebnis erfolgte eine Trennung von der BVO, Busbetreiber war seit Januar 2012 die Stadtbus Detmold GmbH. Die Gesellschaft bestand aus einem Zusammenschluss der Karl Köhne Omnibusbetriebe GmbH, Linke Lemgo GmbH und Reisedienst Wellhausen. Mit der Linienübernahme wurde die Busflotte modernisiert und Busse vom Typ „MAN Lion’s City A21“ als dreitürige Variante angeschafft.
Im Jahr 2018 wurde das Stadtbusnetz von der Stadtverkehrsgesellschaft erneut europaweit ausgeschrieben. Dabei entschied man sich wieder für den damaligen Betreiber BVO und die Karl Köhne Omnibusbetriebe GmbH, welche das Stadtbusnetz seit 28. August 2019 gemeinsam betreiben. Die Busflotte wurde erneut modernisiert mit Fahrzeugen, welche der Euro-Norm 6 entsprechen. Bei der BVO entschied man sich dabei für den Fahrzeug Typ MAN Lion’s City als Varianten A21 (12m-Solobus), A23 (18m-Gelenkbus) und seit 2020 Lion’s City 12C effizient Hybrid (12m-Solobus), alle jeweils mit drei Türen ausgestattet. Bei der Karl Köhne Omnibusbetriebe GmbH entschied man sich für Fahrzeuge vom Typ Mercedes-Benz Citaro 2 Hybrid (12m-Solobus), die ebenfalls mit drei Türen ausgestattet sind. Im Zuge der Neuausschreibung wurde das Design der Stadtbusse angepasst, diese sind nun türkis eingefärbt. Das Logo wurde ebenfalls angepasst.
Seit April 2022 wird das DetmoldAbo nur noch als ETicket ausgegeben.
2023 wurde die Linie 703 aufgrund von Bauarbeiten auf der Siegfriedstraße in die Linie 703 mit Fahrtweg Hiddesen – Innenstadt – Herberhausen über die Richthofenstraße und die Linie 703i Innenstadt – Hohenloh mit Fahrtweg über die Feldstraße geteilt. Die Linie 703 fährt seit dem 1. Januar 2024 über die Siegfriedstraße und bedient dabei nicht länger die Haltestellen zwischen Robert-Koch-Straße und Irmgardstraße. Diese werden nun von der neuen Linie 705 (ehemals Linie 703i) bedient. Im Zuge dieser Maßnahmen wurde die Haltestelle Kanne an der Siegfriedstraße in Lilienthalstraße umbenannt und die neue Haltestelle Eckenerstraße in Betrieb genommen.

## Linienübersicht
Folgende Stadtbuslinien gibt es in Detmold:
- 701 Pivitsheide – Heidenoldendorf – Innenstadt – Heiligenkirchen – Berlebeck
- 702 Kreishaus – Innenstadt – Meiersfeld
- 703 Hiddesen – Innenstadt – Herberhausen
- 704 Hiddesen – Innenstadt – Jerxen-Orbke
- 705 Innenstadt – Hohenloh
- 706 Lage-Hörste – Pivitsheide – Heidenoldendorf – Innenstadt
- 707 Freiligrathschule – Klinikum – Innenstadt
- 708 Brokhausen – Herberhausen – Innenstadt
- 709 Ellernberg – Remmighausen – Innenstadt